# Apocephalus micrepelis
Apocephalus micrepelis är en tvåvingeart som beskrevs av Brown 1993. Apocephalus micrepelis ingår i släktet Apocephalus och familjen puckelflugor.
Artens utbredningsområde är Dominikanska republiken. Inga underarter finns listade i Catalogue of Life.